# إيرل جونز (لاعب كرة قاعدة)
إيرل جونز (بالإنجليزية: Earl Jones)‏ هو لاعب كرة قاعدة أمريكي، ولد في 11 يونيو 1919 في فريسنو في الولايات المتحدة، وتوفي بنفس المكان في 24 يناير 1989.

## وصلات خارجية
- إيرل جونز على موقعبيزبول رفرنس.كوم (الدوري الرئيسي) (الإنجليزية)